# میرچا داوید
میرچا داوید (رومانیایی: Mircea David; ۱۶ اکتبر ۱۹۱۴ – ۱۲ اکتبر ۱۹۹۳) بازیکن و مربی فوتبال اهل رومانی بود.
وی همچنین در تیم ملی فوتبال رومانی بازی کرده‌است.